# 그리고레 가펜쿠

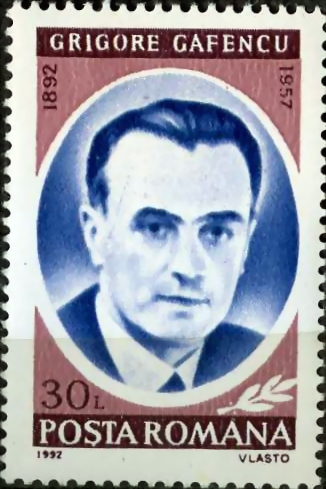

그리고레 가펜쿠(Grigore Gafenc, 1892년 ~ 1957년 1월 30일)은 부쿠레슈티에서 태어난 루마니아의 정치인, 외교관이자 저널리스트였다. 1938년에 루마니아의 서유럽 접근을 추진하기 위해 외상이 된 그는 제2차 세계 대전이 일어나자 루마니아의 중립을 유지하기 위해 노력했으나 1940년 6월에 추축국을 안심시키려는 의도로 경질되었다.